# Yuko Arakida
Yuko Arakida, född 14 februari 1954 i Tazawako i Akita prefektur, död 16 september 2024, var en japansk volleybollspelare.
Arakida blev olympisk guldmedaljör i volleyboll vid sommarspelen 1976 i Montreal.